# Rainbow Family
Pour les articles homonymes, voir Rainbow.

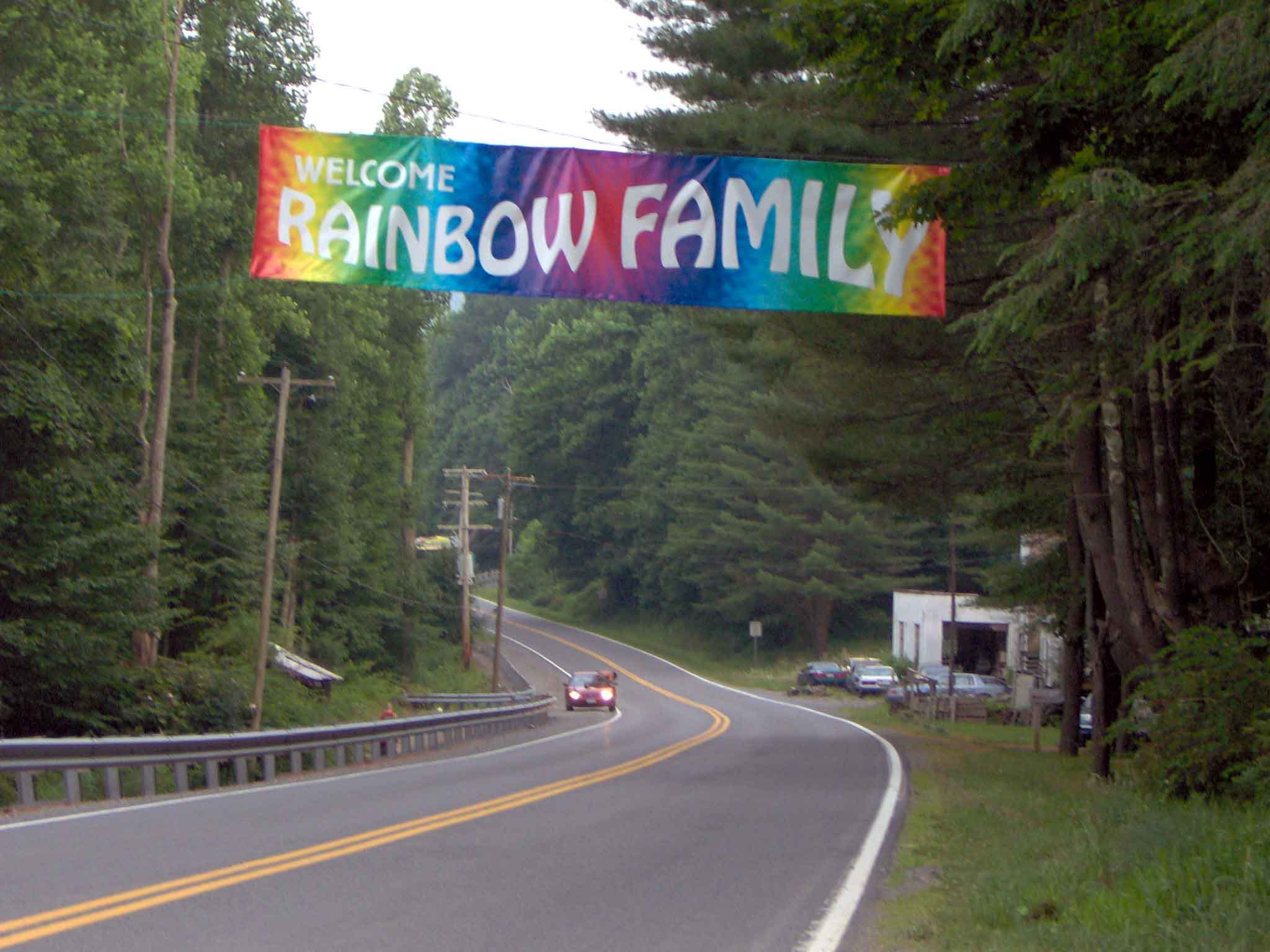
Banderole accueillant la « Rainbow Family » à un rassemblement aux États-Unis

La Rainbow Family (« Famille arc-en-ciel », aussi appelée The Rainbow Family of Living Light, ou Rainbow Nation ou encore les Road dogs « chiens errants ») est un mouvement alternatif hétérogène international New Age (principalement composé d'anciens hippies, d'écologistes, d'anciens « Hare Krishna » ou de vétérans de la guerre du Vietnam devenus militants anti-guerre) qui aurait son origine dans les années 1970 aux États-Unis. Leurs rassemblements s'appellent les Rainbow Gathering et peuvent réunir jusqu'à 36 000 personnes. Le mouvement n'a pas de leaders, pas de structure pyramidale, pas de porte-parole officiel, pas de règlement officiel et pas d’adhésion (certains membres appellent la Rainbow Family « la plus grande non-organisation de non-membres du monde »). Les thèmes de débat les plus fréquents sont l’amour, la paix, la non-violence, l’environnement, la santé, le respect de l’autre, le consensus, la diversité, le bénévolat, l’absence de commerce et le rejet des lois de la consommation[pas clair]. Un « manuel » est diffusé regroupant les principes généraux d'organisation et de bonne tenue de leurs rassemblements. Elle a été qualifiée de plus grande communauté utopique des États-Unis. Les membres de la Rainbow Family désignent la société contemporaine qu'ils renient sous le nom de Babylone. 

## Fonctionnement
Leur organisation est basée sur les Councils (Conseils), très informels, et auxquels n'importe qui peut se joindre, pour prendre des décisions. Deux personnes peuvent former un Conseil à tout moment pour décider comment passer leur soirée. Chaque personne qui parle reçoit une plume indiquant qu'elle a la parole et que son temps de parole doit être respecté jusqu'à ce qu'elle passe la plume à quelqu'un d'autre, selon le principe du bâton de parole. Si le débat devient trop intense ou conflictuel, le groupe va s'interrompre pour faire un calin collectif avant de reprendre. Tous les sujets peuvent être abordés lors d'un Conseil, mais ces derniers commencent fréquemment par les Heartsongs (chants du cœur), expression des émotions des participants selon le principe : 

« Partager les émotions et sentiments renforce le lien qui permet de coopérer et d'arriver à un consensus,. »

## Les rassemblements
Pour un article plus général, voir Rainbow Gathering.

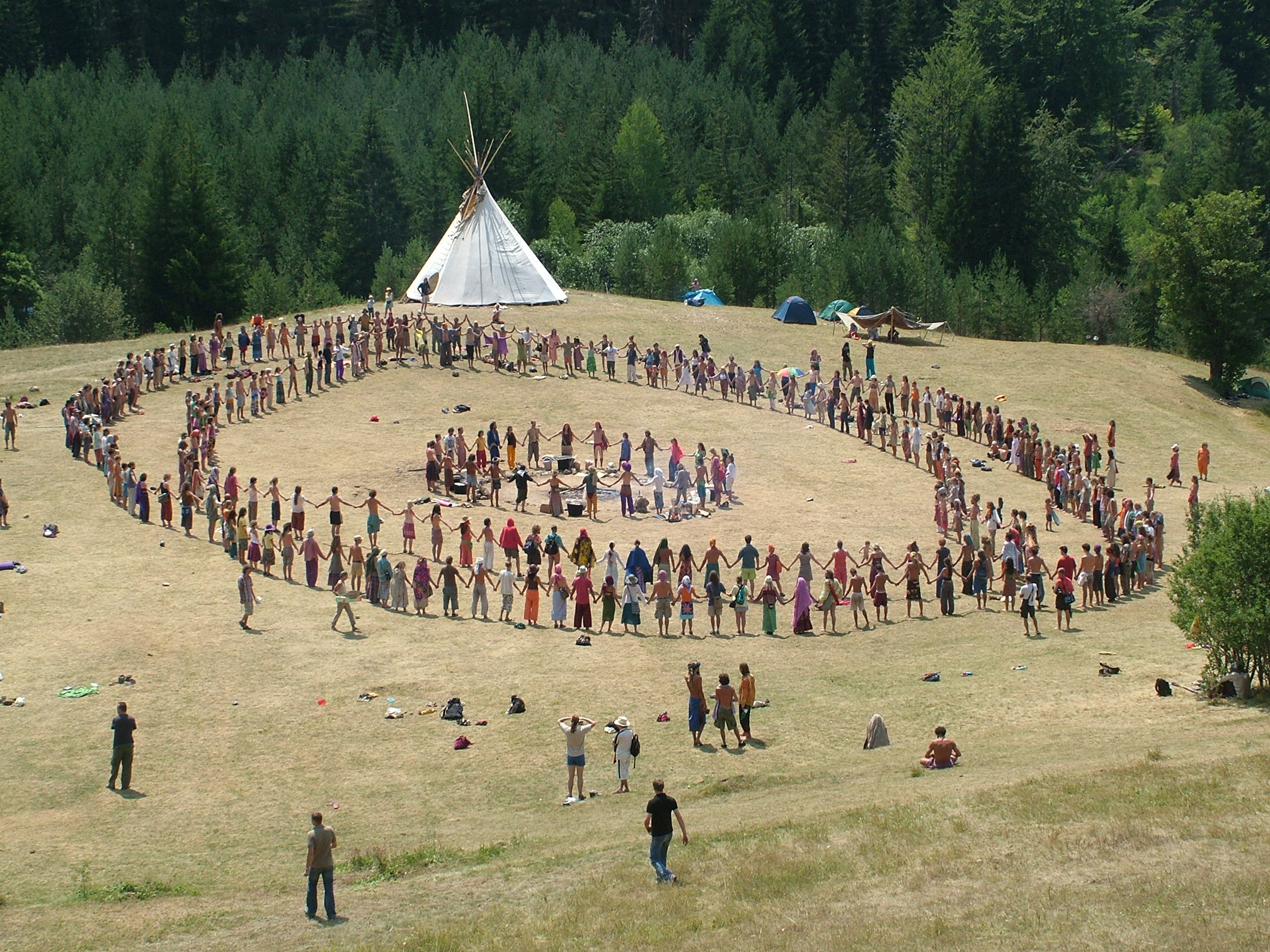
Le « Rassemblement Rainbow » de 2007 en Bosnie-Herzégovine.

Le premier rassemblement historique serait celui de 1972 dans le Colorado au Strawberry Lake de la forêt nationale de Roosevelt (site choisi par Barry "Plunker" Adams, vétéran du Vietnam et initiateur des premiers rassemblements) où 20 000 personnes firent d'abord face à des barrages de police, menaçant de désobéissance civile. 
Les participants des Rainbow Gathering se rassemblent plusieurs fois par an depuis, sans distinction ou statut, dans l'objectif déclaré de vivre un moment de liberté au contact de la nature, parfois nus et sans tabous. Les populations locales qui voient se préparer ce genre de rassemblement sont souvent réticentes. Une réputation concernant l'usage intensif de drogues et d'alcool existe autour de ce courant. Pour cette raison, dans les rassemblements Rainbow français, le mot d'ordre est « Pas de drogues, pas de chiens, pas d'alcool », et les drogues dures sont officiellement interdites. Les personnes qui veulent boire de l’alcool peuvent le faire au “Welcome”, une zone de sas avant l’entrée du camp, à l’écart du reste du groupe. En Europe, et particulièrement en France, le vin est cependant toléré. La nudité occasionnelle de certains participants a pu être critiquée ainsi que les toilettes à l'air libre n'offrant aucune intimité et les thèses développées en opposition générale à la société mainstream (appelée « Babylone » par les participants, inspiré des discours du mouvement rastafari et de certains styles musicaux (reggae, rap)).
Les rassemblements sont souvent divisés en deux zones : le « Camp A » (pour Alcool), réservé à ceux qui ne peuvent se passer de boissons alcoolisées, et lieu des bagarres occasionnelles, et zone tampon avec « Babylone », selon ses concepteurs, et le reste du terrain, occupé par les plus pacifiques. Selon Robert Kirby, du Salt Lake Tribune, qui a participé au rassemblement de 2003 « ils sont toujours polis, leur campement est propre et ordonné, il y a pas mal de gens bizarres mais les gens agréables sont les plus nombreux ». De l'aveu même de certains participants « Bien que les rassemblements sont généralement harmonieux, il y a une « énergie abrasive » dans cette population énorme qui surgit tout à coup pour créer soudainement une sorte de nouvelle ville à partir de rien »
Les Rangers du service des Parcs et Forêts des États-Unis jouent un rôle important dans la tenue des rassemblements, en évitant les débordements et les atteintes à l'environnement naturel. Malgré de rares critiques sur la remise en ordre des lieux et les dégâts, la plupart des grands rassemblements ont reçu des commentaires élogieux de la part des autorités,. Selon le Seattle Weelky : « Les rassemblements sont ostensiblement anarchiques, mais il y a des bénévoles qui coordonnent les situations d'urgence. Les Rainbow pratiquent le « Shanti Sena », une expression de Gandhi qui peut se traduire par « armée de la paix ». Les Shanti Sena ont pour mission de surveiller les situations potentiellement explosives lors des rassemblements. 
La formule d'accueil, invariable dans les rassemblements est « bienvenue à la maison » et « nous vous aimons ».

## Analyse du phénomène
Selon Adam Berger, dans sa thèse d'anthropologie sociale, la Rainbow Family est une « communauté intentionnelle (...) représentant un exemple intéressant de communauté anarchiste (...) elle peut être décrite comme le plus grand et le plus hétéroclite des groupes New Age dans le monde (...) les discours produits par la Rainbow Family sont éclectiques et ludiques dans leur tonalité ». Il qualifie par ailleurs leur spiritualité de « postmoderne ». 
Selon Michael Niman, professeur de journalisme, qui leur a consacré l'ouvrage le plus complet à ce jour People of the Rainbow: A Nomadic Utopia (Le peuple de l'arc-en-ciel, une utopie nomade), bien que les « Rainbow » sont généralement perçus comme des néo-hippies, le mouvement serait en fait « très ancré dans le 21e siècle » par le fait qu'ils vivent le reste du temps dans ce qu'ils appellent « Babylone » et sont participants du système en tant qu'avocats, enseignants etc.
Pour Ludmilla Lelis, du Orlando Sentinel, le mouvement est fait de « hippies vieillissants, d'adolescents vagabonds et d'esprits libres ». Pour Erik Lacitis, du Seattle Times, il pourrait y avoir un peu « de jalousie » parmi les personnes qui réagissent à la venue de la Rainbow Family : « Ils campent en plein air et chantent joyeusement pendant que vous, vous vous inquiétez pour votre emprunt et que vous en faites un ulcère ! ».
Pour le journaliste Keegan Hamilton de Seattle, « La famille Rainbow est un aimant pour les adultes mécontents qui cherchent quelque chose d'excitant, qui veulent être branchés et fuir le monde comme si le Summer of Love n'avait jamais pris fin » avec « un mode de vie hors norme qui permet de couper le contact avec le monde ». Selon un membre Rainbow interrogé par Seattle News « Ça peut ressembler à une contreculture un peu bizarre, mais il y a quelque chose ici qui nous manque dans le mode de vie email et texto ».